# Torslunda-platen
De Torslunda-platen zijn vier gegoten bronzen matrijzen gevonden in de Torslunda-parochie op het Zweedse eiland Öland. Ze tonen figuren in reliëf, die verondersteld worden traditionele scènes uit de Germaanse mythologie te tonen. De platen waren eerder ontworpen voor productie dan voor uitstalling. Door dunne vellen folie tegen de scènes te plaatsen en erop te hameren of op een andere manier druk uit te oefenen op de achterkant, konden identieke afbeeldingen snel massaal worden geproduceerd. De resulterende pressblech-folies zouden worden gebruikt om rijke helmen te decoreren van het soort dat te vinden is in Vendel, Valsgärde en Sutton Hoo. Twee van de platen zijn mogelijk gemaakt als afgietsels van bestaande pressblech-folies.

## Ontdekking
De platen zijn begin 1870 in een steenman ontdekt en bevinden zich in de collectie van het Staats Historisch Museum in Stockholm. Ze worden als beroemd beschouwd omdat ze volledige scènes uit de mythologie bevatten, in tegenstelling tot de fragmentarische en gedegradeerde resten van pressblech folies die bekend zijn. De platen zijn gedateerd op de Vendeltijd van de 6e en 7e eeuw, en zijn internationaal tentoongesteld, waaronder in de tentoonstelling Swedish Gold in het British Museum in 1966.

## Interpretatie
De afbeelding met de dansende gehoornde krijger is vooral bekend om zijn ontbrekende rechteroog, waarvan is aangetoond door middel van een laserscanner dat deze is doorgehaald, waarschijnlijk van het origineel dat is gebruikt om de mal te maken. Dit suggereert dat dit figuur de eenogige Noorse god Odin voor moet stellen, die naar verluidt een oog had gegeven om te mogen drinken uit een put waarvan de wateren wijsheid en intelligentie bevatten. Hij wordt afgebeeld samen met een wolfman, geïnterpreteerd als een Berserker (Úlfhéðinn).